# Xenimpia trivittata
Xenimpia trivittata är en fjärilsart som beskrevs av Paul Mabille 1900. Xenimpia trivittata ingår i släktet Xenimpia och familjen mätare. Inga underarter finns listade i Catalogue of Life.